# Zasada Pareta
Zasada Pareta (zasada 80/20 lub 80 na 20) – zasada 
(Vilfredo Pareto) opisująca wiele zjawisk z obszaru ekonomii i zarządzania, zgodnie z którą 20% badanych obiektów związanych jest z 80% pewnych zasobów.

## Sformułowanie zasady
Zasadę 80/20 sformułował amerykański teoretyk zarządzania Joseph Juran, a jej nazwa pochodzi od włoskiego ekonomisty i socjologa Vilfreda Pareta, który zajmował się zagadnieniem nierównej dystrybucji bogactwa. Juran w 1951 r. opublikował pracę Quality Control Handbook, w której zawarł zasadę „kluczowych nielicznych i błahych licznych”, mającą ujmować złą dystrybucję większości zasobów. Prawidłowość ta obserwowana była już znacznie wcześniej, lecz dopiero Juran opisał ją jako uniwersalne prawo odnoszące się do alokacji zasobów. W podawanych przykładach Juran powoływał się na prace Pareta i nazwał zasadę 80/20 jego nazwiskiem.
Modyfikacją zasady Pareta jest klasyfikacja ABC, według której analizowane przypadki dzieli się na 3 grupy, a nie na 2 jak w przypadku klasyfikacji Pareta.

## Ujęcie statystyczne
Zasada Pareta oznacza istnienie w rozkładzie danej cechy silnej koncentracji statystycznej, mierzonej np. przez indeks Giniego. Zasada Pareta w tym ujęciu mówi, że krzywa koncentracji przechodzi przez punkt (0,8; 0,2). Nie ma jednak przy tym żadnych powodów, dla których stosunek ten miałby wynosić akurat 80/20 i rzeczywiście często ma inne wartości. W szczególności dla rozkładu jednostajnego 80% obiektów jest związanych z 80% zasobów wbrew zasadzie Pareta.

## Przykłady
Poniższe przykłady często cytowane są w podręcznikach ekonomii, mają one charakter statystyczny, co oznacza, że mogą być sprzeczne z pojedynczymi obserwacjami.
- 20% klientów przynosi 80% zysków,
- 20% kierowców powoduje 80% wypadków,
- 20% powierzchni dywanu przypada na 80% zużycia,
- 20% materiału zajmuje 80% egzaminu,
- 20% ubrań nosimy przez 80% czasu,
- 20% pracowników generuje 80% produktów,
- 20% tekstu pozwala zrozumieć 80% treści,
- 20% poprawnej realizacji decyzji i 80% trafnego doboru pozwala osiągnąć sukces[2].

## Zastosowanie
Zasada pozwala ustalać priorytety oraz ułatwia organizację czasu, przez co osiąga się maksymalne wyniki w minimalnym czasie. Ułatwia też organizację pracy w grupie, zależnie od użyteczności i umiejętności jej członków.